# Mont Langley
Pour les articles homonymes, voir Langley.
Le mont Langley, en anglais : Mount Langley, est un sommet culminant à 4 275 mètres d'altitude dans le centre de la Californie, à l'Ouest des États-Unis. Il fait partie de la Sierra Nevada et se situe à proximité du mont Whitney, le point culminant du massif et le plus haut sommet du pays en dehors de l'Alaska. Il est constitué de granite. Il est nommé en l'honneur du physicien Samuel Pierpont Langley. Sa première ascension n'est pas connue avec certitude ; il s'agit probablement du fourteener le plus facile de la chaîne et le premier à avoir été gravi par une femme dès 1872. La montagne est protégée par la réserve intégrale John Muir et la forêt nationale d'Inyo au nord-est, tandis qu'elle est incluse dans le parc national de Sequoia au sud-ouest.

## Toponymie
Le mont Langley est nommé en l'honneur de Samuel Pierpont Langley, un physicien et astronome américain en 1905. L'appellation est officialisée en 1943. Au début des années 1870, il est confondu avec le mont Whitney et parfois appelé par son nom ; pour cette raison, on trouve aussi par la suite False Mount Whitney, Mount Whitney Number One ou Old Mount Whitney. Une fois l'erreur perçue, il prend les noms de mont Corcoran, pic Cirque ou encore Sheep Mountain, ; les deux premiers échoient ensuite à deux sommets proches, alors que le dernier est jugé trop peu distinctif.

## Géographie

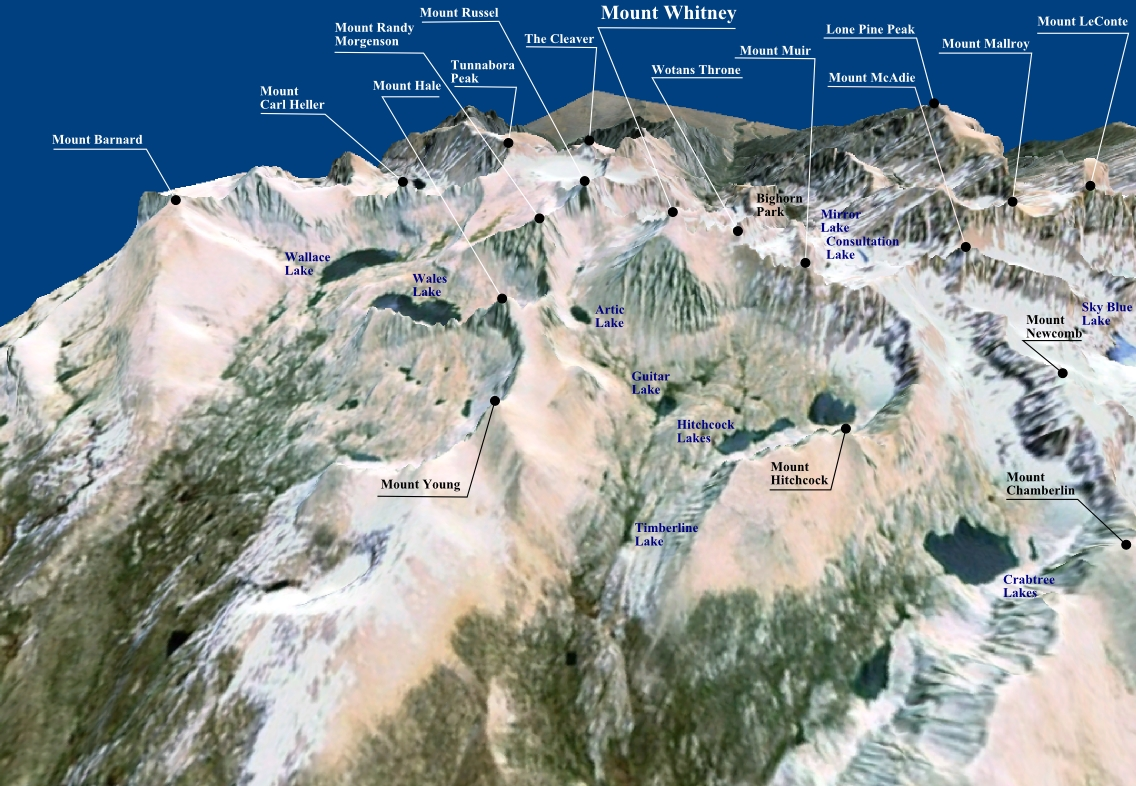
Représentation depuis l'ouest du mont Langley et des sommets alentour en trois dimensions.

Le mont Langley se situe dans l'Ouest des États-Unis, au centre de l'État de Californie, sur la limite entre les comtés de Tulare au sud-ouest et d'Inyo au nord-est. Il se trouve à 18 kilomètres à l'ouest-sud-ouest de Lone Pine, à 100 kilomètres à l'ouest-nord-ouest de Visalia, tandis que Los Angeles est à 280 kilomètres au sud et Sacramento, la capitale de l'État, et San Francisco sont à environ 400 kilomètres au nord-ouest. Les côtes de l'océan Pacifique se trouvent à 270 kilomètres au sud-ouest. Il domine la vallée de l'Owens à l'est, où passe la route 395. Le sommet s'élève à 4 275 mètres d'altitude, dans la bordure orientale de la Sierra Nevada. Sa hauteur de culminance est de 355 mètres ; le sommet plus élevé le plus proche est l'aiguille Extra, à sept kilomètres au nord-ouest, mais il est surtout situé huit kilomètres au sud-est du mont Whitney, le point culminant du massif et plus haut sommet des États-Unis contigus. Le mont Langley domine plusieurs lacs glaciaires, à l'ouest : les lacs Erin, Primrose, Sky Blue et Iridescent qui alimentent le Rock Creek, un affluent la rivière Kern ; au sud-est, les lacs Cottonwood alimentent le Cottowood Creek, alors que le Tuttle Creek naît sur le versant nord-est, ces deux cours d'eau appartenant au bassin de la rivière Owens mais dont les eaux sont en grande partie détournées vers l'aqueduc de Los Angeles.
Le mont Langley est né du processus qui a formé la Sierra Nevada. Il est constitué de granite émis en profondeur au Crétacé. Durant le Néogène, le soulèvement de la chaîne le long de la faille normale qui la sépare de la province géologique de Basin and Range, à l'est, a permis la formation de glaciers et d'écoulements fluviaux qui ont participé à l'érosion et ont mis au jour le granite.

## Histoire
Le 22 juin 1871, le géologue Clarence King du California Geological Survey, accompagné du Français Paul Pinson, parvient au sommet du mont Langley en pensant réussir enfin l'ascension du mont Whitney qu'il a déjà tentée sept ans plus tôt, et mettra deux ans avant de réaliser son erreur,. Ils découvrent en outre, au sommet, un cairn dans lequel est enfiché une flèche de type amérindien pointant vers l'ouest. Or, s'il est probable que les Amérindiens fréquentaient le col New Army pour commercer voire les pentes du mont Langley pour chasser le Mouflon de la Sierra Nevada, il n'est pas dans leurs usages de bâtir des cairns au sommet des montagnes dans cette chaîne. Il semble attesté que Williams Bellows serait parvenu à réaliser l'ascension par le versant méridional en 1864,. De plus, le 18 juillet 1872, le sheriff Mulkey du comté d'Inyo, accompagné de W.T. Grant et George Foster, parvient à mener sa femme et sa fille au sommet, lesquelles réalisent la première ascension féminine d'un fourteener. L'événement fait l'objet d'un article dans l'Inyo Independent du 10 août. Ils attestent à leur tour la présence de trois cairns. Si l'un est l'œuvre de King et Pinson, qui avaient gravé leurs noms sur une pièce d'un demi-dollar et l'avaient placée dans un trou, un deuxième est attribuable à Bellows ; le troisième pourrait soit être antérieur à l'été 1871, sachant que King et Pinson auraient pu le manquer dans les nuages qui recouvraient le sommet lors de leur ascension, voire antérieur à 1864, soit avoir été construit entre 1871 et 1872 par une expédition inconnue. La première ascension hivernale est quant à elle réalisée par Orlando Bartholomew le 4 janvier 1928 ou 1929.

## Activités

### Randonnée et ascension

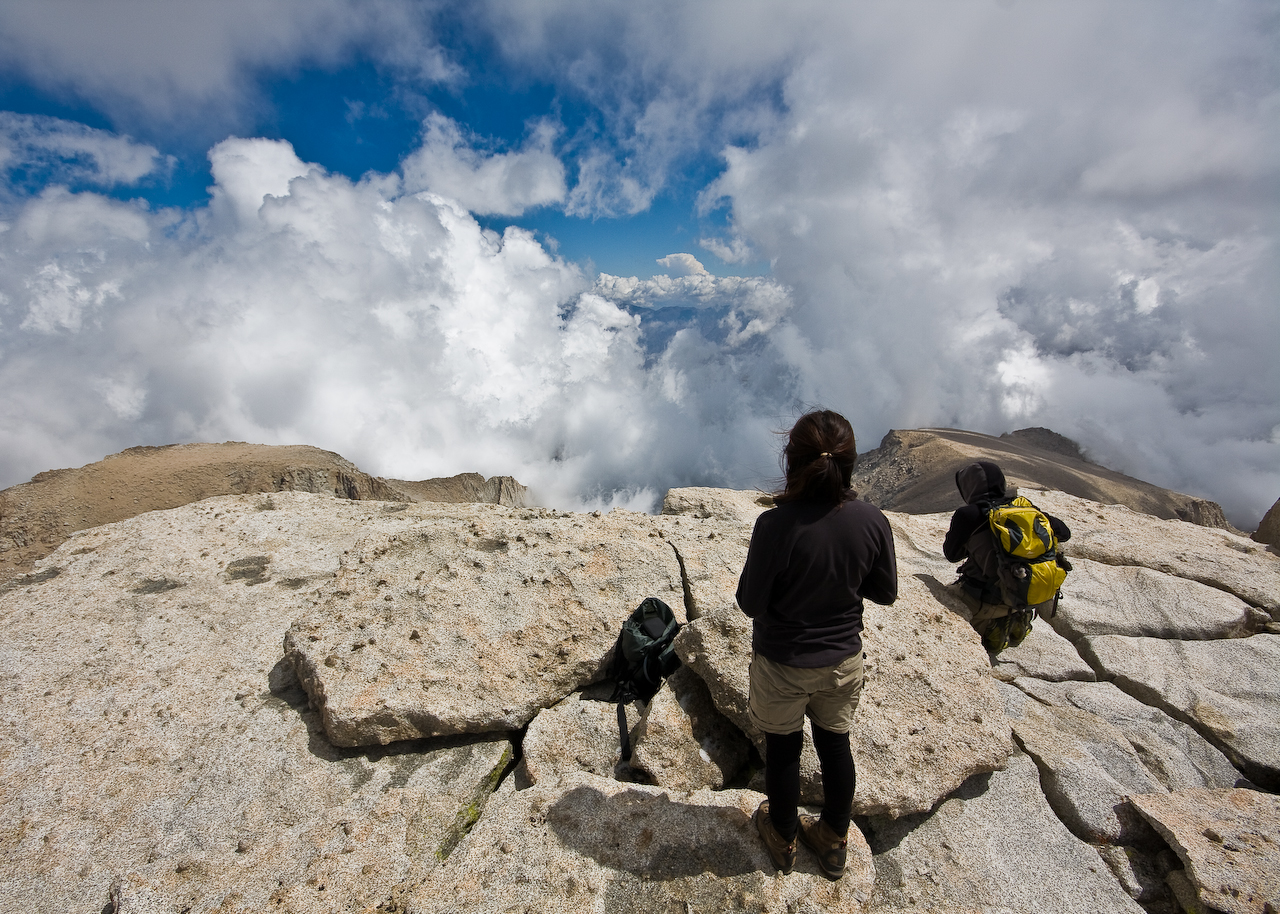
Vue depuis le sommet.

La voie normale pour gravir le sommet passe par le versant méridional. L'approche se fait depuis Horseshoe Meadow, où il est possible de stationner. Ensuite, le sentier remonte vers le col New Army pour une randonnée facile de onze kilomètres, avant de se diriger vers le nord en direction du sommet. Un itinéraire plus direct mais demandant parfois la pose des mains gravit directement le col Old Army, légèrement plus au nord que le précédent. Au total, il existe une dizaine de voies, dont deux relèvent de l'escalade technique (cotation 5.9 ou 5.10),.

### Protection environnementale
Le versant nord-est du mont Langley est protégé depuis 1964 au sein de la réserve intégrale John Muir (en anglais : John Muir Wilderness) dont la superficie a progressivement été portée à 2 639 km2, ce qui en fait la plus vaste de Californie. Elle dispose d'une continuité écologique avec la réserve intégrale Ansel Adams au nord-ouest, la réserve intégrale Dinkey Lakes et la réserve intégrale Sequoia-Kings Canyon à l'ouest, la réserve intégrale Monarch au sud-ouest et la réserve intégrale Golden Trout au sud,. La réserve a pour but de garantir un air et une eau purs, ainsi qu'un habitat préservé pour les plantes et les animaux rares et menacés. Elle autorise la pratique de la randonnée pédestre, du trekking, de l'escalade, du canoë-kayak, du rafting, de la randonnée équestre, de l'observation ornithologique ou encore de l'astronomie amateur mais interdit généralement tout type de véhicule à moteur et les groupes de plus de douze personnes. La réserve est gérée conjointement par la forêt nationale d'Inyo, dans sa partie orientale appartenant aux comtés d'Inyo — dont le mont Langley — et de Mono, qui a été créée en 1907 et couvre 7 455 km2, et par la forêt nationale de Sierra, dans sa partie occidentale appartenant aux comtés de Fresno et de Madera, qui a été créée en 1893 et couvre 5 309 km2.
Le versant sud-ouest est protégé depuis 1919 au sein du parc national de Sequoia qui couvre 1 635 km2. Il est géré par le National Park Service.